# Viscozitate
Viscozitatea este proprietatea unui fluid de a se opune mișcării relative a particulelor constituente. Viscozitatea este percepută ca o rezistență la curgere. În acest sens, apa, cu viscozitate mică, este fluidă, în timp ce uleiul, cu viscozitate mare, este viscos. Toate fluidele reale sunt viscoase, cu excepția celor superfluide. Un fluid neviscos este considerat fluid ideal. Viscozitatea este un termen sinonim cu frecarea internă  și reprezintă fenomenul ce apare la orice fluid în mișcare, datorită frecării dintre straturile de fluid care se deplasează cu viteze diferite.
Cuvântul viscozitate face parte din familia cuvântului vâscos și în limba română este admisă și pronunția ca atare. Conform normelor ortografice actuale, termenul ar trebui ortografiat vâscozitate. Această formă este în conflict cu radicalul visc- din care derivă familia de cuvinte , și se abate de la termenul internațional. Ca urmare, în textele scrise se recomandă folosirea formei viscozitate, prezentă în toate dicționarele și în toate lucrările tehnice.
Viscozitatea dinamică variază de obicei puțin cu presiunea, dar destul de mult cu temperatura. De aceea este necesară și menționarea temperaturii pentru care este dată viscozitatea. În cazul în care densitatea fluidului depinde și ea de presiune și temperatură, viscozitatea cinematică variază mult cu acești parametri, care trebuie precizați. La suspensii viscozitatea variaza cu procentul volumic al particulelor dispersate.
Fluidele pentru care ipoteza lui Newton este valabilă (de exemplu apa, gazele) se numesc fluide newtoniene. Ipoteza simplă a lui Newton nu este valabilă pentru toate fluidele. Fluidele pentru care ipoteza lui Newton nu este valabilă se numesc fluide nenewtoniene. Cu studiul comportării fluidelor din punct de vedere al viscozității se ocupă reologia.

## Definire - legea lui Newton

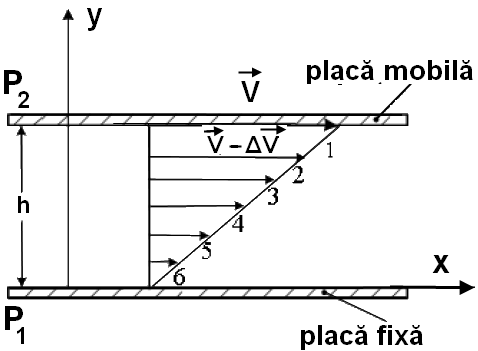

Isaac Newton a postulat că pentru o curgere uniformă între două plăci plane paralele în mișcare (curgere Couette), tensiunea tangențială τ între două straturi de fluid este proporțională cu gradientul vitezei ∂u/∂y în direcția perpendiculară pe straturi.
{\displaystyle \tau =\eta {\frac {\partial u}{\partial y}}}.
Pentru aceasta, a considerat tensiunile tangențiale care apar datorită frecării între suprafețele de separație ale straturilor de fluid care se deplasează cu viteze diferite.
Astfel, interacțiunea dintre particulele situate de o parte și de alta a unei suprafețe de separație se manifestă prin tensiuni normale și tangențiale.
Dacă un fluid este aflat între două plăci plane paralele aflate între ele la distanța h, se poate considera placa inferioară P1 fixă iar cea superioară P2 că se deplasează cu viteza constantă {\displaystyle {\vec {V}}.}
Fluidul poate fi asimilat unei serii de straturi subțiri și astfel dacă stratul 1 (datorită aderării la placa mobilă P2) se deplasează cu viteza {\displaystyle {\vec {V}},} după un scurt interval de timp, stratul 2 aflat în vecinătate, se pune în mișcare cu o viteză mai mică, {\displaystyle {\vec {V}}-\Delta {\vec {V}}.}
Fenomenul se datorează existenței între straturile 1 și 2 a unei tensiuni tangențiale {\displaystyle \tau ,} care duce la antrenarea în mișcare a stratului 2, aflat la momentul inițial în repaus.
În mod similar, stratul 2 antrenează stratul 3, în timp ce acesta la rândul său acționează asupra stratului 2, în sensul frânării.
S-a constatat că un strat oarecare de fluid accelerează stratul adiacent care are o viteză mai mică și frânează pe cel care are o viteză mai mare prin intermediul tensiunilor tangențiale.
Fenomenul se manifestă în întregul fluid, până la ultimul strat considerat,  a cărui viteză este nulă datorită aderării la placa fixă P1.

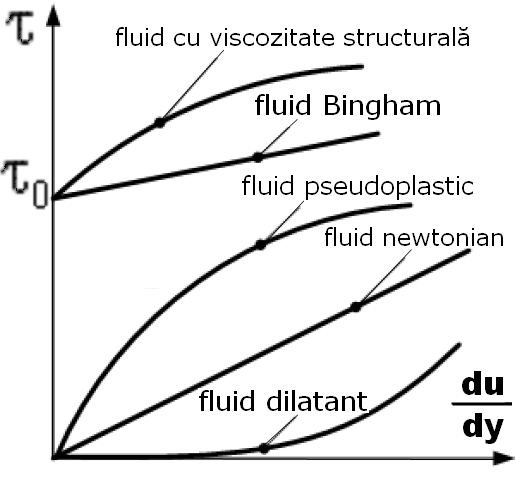
Variația tensiunii tangențiale în funcție de gradientul vitezei

Prin acest experiment Isaac Newton a ajuns la concluzia că valoarea tensiunii tangențiale este proporțională cu modulul vitezei V de deplasare a plăcii superioare și invers proporțională cu distanța dintre plăci:
{\displaystyle \tau =\eta {\frac {V}{h}},}
unde coeficientul {\displaystyle \eta } este o proprietate fizică a fluidului, numită viscozitate dinamică.
Raportul dintre viscozitatea dinamică și densitatea {\displaystyle {\rho }} a fluidului:
{\displaystyle \nu ={\frac {\eta }{\rho }}\,}
se numește viscozitate cinematică.

## Măsurarea viscozității
Viscozitatea se poate măsura cu diferite tipuri de viscozimetre. Cum s-a spus, controlul temperaturii în timpul măsurătorilor este esențial.
Tipuri de viscozimetre:
- Viscozimetre rotative. Acestea determină viscozitatea dinamică. Ele pot determina viscozitatea unui fluid fără a avea nevoie de un fluid de comparație. Sunt folosite ca etaloane.
- Viscozimetre cu element vibrator. Acestea determină tot viscozitatea dinamică, dar au nevoie de o etalonare cu un fluid de comparație.
- Viscozimetre cu capilară. Acestea determină viscozitatea cinematică, prin compararea cu un fluid etalon. Sunt foarte precise, se folosesc în laboratoare,
- Viscozimetru Engler. Acesta determină viscozitatea cinematică, prin compararea cu un fluid etalon, la curgerea printr-un orificiu. Principiul este asemănător viscozimetrelor cu capilară, iar valorile măsurate se exprimă în grade Engler (ºE).
- Viscozimetre cu bilă. Acestea determină tot viscozitatea cinematică, însă necesită etalonare. Se folosesc în tehnică.

Pentru fluide nenewtoniene, aparatele se numesc reometre.

## Unități de măsură

#### Viscozitatea dinamică
În Sistemul Internațional unitatea de măsură a viscozității dinamice este Pascal-secunda (Pa s), care este egală cu 1 kg m−1 s−1. Dacă între două plăci situate la distanța d se pune un fluid cu viscozitatea de 1 Pa s iar placa este deplasată lateral sub o tensiune de 1 Pa, ea se va deplasa în timp de o secundă pe distanța d. Pentru unitatea Pa s s-a propus denumirea de Poiseuille (a nu se confunda cu poise), însă încă nu este acceptată.
În sistemul CGS unitatea de măsură a viscozității dinamice este poise, numită după Jean Louis Marie Poiseuille.
1 P = 1 g cm−1 s−1
Curent se folosește subdiviziunea centipoise (cP), deoarece la 20 °C apa are viscozitatea de 1,0020 cP, o coincidență convenabilă.
Relația dintre poise și Pa s este:
10 P = 1 kg m−1 s−1 = 1 Pa s
1 cP = 0,001 Pa s = 1 mPa s

#### Viscozitatea cinematică
În Sistemul Internațional unitatea de măsură a viscozității cinematice este m² s−1.
În sistemul CGS unitatea de măsură a viscozității cinematice este stokes (St), numită după George Gabriel Stokes. Uneori se folosește subdiviziunea centistokes (cSt).
1 stokes = 100 centistokes = 1 cm2 s−1 = 0,0001 m2 s−1
1 centistokes = 1 mm²/s=10^-6 m^2s^-1
Viscozitatea cinematică exprimată în grade Engler se poate converti în unități SI cu relația:
{\displaystyle \nu =\left(7,32^{\circ }E-{\frac {6,31}{^{\circ }E}}\right)10^{-6}} [m² s−1]